# Campionati europei di badminton 1978
I Campionati europei di badminton 1978 si sono svolti a Preston, in Gran Bretagna. È stata la 6ª edizione del torneo dalla Badminton Europe.

## Podi
| Evento              | Oro                           | Argento                           | Bronzo                               |
| Singolare maschile  | Flemming Delfs                | Thomas Kihlström                  | Sture Johnsson                       |
| Singolare maschile  | Flemming Delfs                | Thomas Kihlström                  | Ray Stevens                          |
| Singolare femminile | Lene Køppen                   | Jane Webster                      | Anette Börjesson                     |
| Singolare femminile | Lene Køppen                   | Jane Webster                      | Joke van Beusekom                    |
| Doppio maschile     | Ray Stevens and Mike Tredgett | Bengt Fröman and Thomas Kihlström | David Eddy and Eddy Sutton           |
| Doppio maschile     | Ray Stevens and Mike Tredgett | Bengt Fröman and Thomas Kihlström | Stefan Karlsson and Claes Nordin     |
| Doppio femminile    | Nora Perry and Anne Statt     | Jane Webster and Barbara Sutton   | Inge Borgström and Pia Nielsen       |
| Doppio femminile    | Nora Perry and Anne Statt     | Jane Webster and Barbara Sutton   | Joke van Beusekom and Marjan Ridder  |
| Doppio misto        | Mike Tredgett and Nora Perry  | Steen Skovgaard and Lene Køppen   | Billy Gilliland and Joanna Flockhart |
| Doppio misto        | Mike Tredgett and Nora Perry  | Steen Skovgaard and Lene Køppen   | Rob Ridder and Marjan Ridder         |
| Gara a Squadre      | Inghilterra                   | Danimarca                         | Svezia                               |

## Medagliere
| Posiz. | Nazione     | Oro | Argento | Bronzo | Totale |
| ------ | ----------- | --- | ------- | ------ | ------ |
| 1      | Inghilterra | 4   | 2       | 2      | 8      |
| 2      | Danimarca   | 2   | 2       | 1      | 5      |
| 3      | Svezia      | 0   | 2       | 4      | 6      |
| 4      | Paesi Bassi | 0   | 0       | 3      | 3      |
| 5      | Scozia      | 0   | 0       | 1      | 1      |
| Totale | Totale      | 6   | 6       | 11     | 23     |